# Nulmatrix
I matematikken og specielt i lineær algebra er en nulmatrix en matrix, hvor alle indgangene er nul. Eksempler på nulmatricer er
{\displaystyle O_{1,1}={\begin{bmatrix}0\end{bmatrix}},\ O_{2,2}={\begin{bmatrix}0&0\\0&0\end{bmatrix}},\ O_{2,3}={\begin{bmatrix}0&0&0\\0&0&0\end{bmatrix}},\ }
Mængden af alle m×n-matricer med indgange i en ring K danner en ring {\displaystyle K_{m,n}\,}. Nulmatricen {\displaystyle 0_{K_{m,n}}\,} i {\displaystyle K_{m,n}\,} er matricen, hvor alle indgange er lig {\displaystyle 0_{K}\,}, hvor {\displaystyle 0_{K}\,} er det additive neutrale element, nulelementet, i K.
{\displaystyle 0_{K_{m,n}}={\begin{bmatrix}0_{K}&0_{K}&\cdots &0_{K}\\0_{K}&0_{K}&\cdots &0_{K}\\\vdots &\vdots &&\vdots \\0_{K}&0_{K}&\cdots &0_{K}\end{bmatrix}}}
Nulmatricen er det additive neutrale element i {\displaystyle K_{m,n}\,}, hvilket betyder, at matricen for alle {\displaystyle A\in K_{m,n}} opfylder, at
{\displaystyle 0_{K_{m,n}}+A=A+0_{K_{m,n}}=A}
Der er præcis én nulmatrix af en given størrelse m×n med indgange i en given ring, så når konteksten er klar, tales typisk om nulmatricen. Generelt er nulelementet i en ring entydigt bestemt og skrives typisk 0 uden angivelse af ringen. Følgelig repræsenterer ovenstående eksempler nulmatricen over alle ringe.
Nulmatricen repræsenterer den lineære transformation, der sender alle vektorer i nulvektoren.